# Homme de métal de Falkville
L´homme de métal de Falkville, d'après le policier Jeff Greenhaw, est un prétendu extraterrestre qu'il aurait observé à Falkville dans l´Alabama, aux États-Unis, le 17 octobre 1973. 
À environ 22 heures, alors qu'il est chez lui, Greenhaw est appelé par une femme hystérique qui affirme avoir vu un ovni hors de Falkville dans la propriété de Bobby Summerford, un habitant de Falkville. Prenant son arme et son appareil photo, Greenhaw se rend en voiture sur le lieu d'apparition de l´ovni. En arrivant, il aperçoit dans une rue étroite une créature d'apparence humaine. Il s´en approche lentement, en voiture, pensant qu'il s'agit peut-être d'une personne qui est blessée. Il remarque qu'elle porte un costume métallique des plus bizarres. Saisissant son appareil photo, il réussit à faire quatre photos avant que la créature, probablement effrayée par le flash de l'appareil, ne s'enfuie dans l´obscurité à une vitesse incroyable,.
Les photos, qui font sensation, sont envoyées pour analyse à Walt Andrus, le directeur du MUFON (Mutual UFO Network). Celui-ci conclut que cette rencontre est probablement une supercherie inspirée de l'affaire encore toute chaude de l'enlèvement de Pascagoula et que du papier aluminium (voire peut-être une combinaison anti-incendie en amiante revêtue d'une couche d'aluminium réfléchissante) a été utilisé pour donner son aspect particulier à la créature. Dans les semaines qui suivirent la rencontre, Greenhaw devint la risée de la petite ville, la caravane où il habitait brûla et, en moins d'un mois, il avait perdu son emploi de chef de la police locale. 
Une rumeur court l'Internet : l'extraterrestre en papier alu aurait été un lycéen doué pour la course. La supercherie aurait été concoctée par des gens du coin qui ne voulaient pas de Greenhaw comme chef de la police.